# Aistersheim
Aistersheim település Ausztriában, Felső-Ausztria tartományban, a Grieskircheni járásban, területe 11,12 km².

## Fekvése
Tengerszint feletti magassága 437 méter. Aistersheim Hofkirchen an der Trattnach, Sankt Georgen bei Grieskirchen, Meggenhofen, Gaspoltshofen és Weibern településekkel határos.

## Népesség
Lakosainak száma 892 fő (2018. január 1.).